# Helicobacter pylori
Helicobacter pylori (/ˌhɛlɪk[invalid input: 'ɵ']ˈbæktər paɪˈlɔːraɪ/; H. pylori), trước đây có tên Campylobacter pylori, là một loại xoắn khuẩn gram âm, hình xoắn ốc, sống trong lớp nhày trên bề mặt niêm mạc dạ dày. H. pylori được Robin Warren và Barry Marshall phát hiện thấy năm 1982. Chúng gây ra viêm loét dạ dày tá tràng và ung thư dạ dày. Tuy nhiên, hơn 80% những người bị nhiễm loại vi khuẩn này không có triệu chứng và nó đã được mặc nhiên công nhận rằng nó có thể đóng một vai trò quan trọng trong hệ sinh thái dạ dày tự nhiên.
Hơn 50% dân số thế giới chứa H. pylori ở đường tiêu hóa trên của họ. Việt Nam cũng thuộc vùng có tỷ lệ nhiễm H. pylori cao, vào khoảng> 70% ở người lớn. Nhiễm trùng phổ biến hơn ở các nước đang phát triển, và tỷ lệ đang giảm ở các nước phương Tây. Hình dạng xoắn ốc được cho là tiến hóa để thâm nhập vào lớp chất nhầy niêm mạc dạ dày.
H. pylori có thể được lây truyền qua nhiều đường như: miệng-miệng, phân-miệng, dạ dày-miệng và dạ dày- dạ dày. Ở những nơi có điều kiện vệ sinh kém, nước và thức ăn bị nhiễm là nguồn lây lan quan trọng ban đầu.

## Hình thái học của H. pylori
Helicobacter pylori là một xoắn khuẩn hình que (được phân loại là hình que cong , không phải xoắn khuẩn ) vi khuẩn Gram âm có đường kính từ 0,3- 1µm, dài 1,5-5 µm. H. pylori có thể được chứng minh trong mô bằng thuốc nhuộm Gram, thuốc nhuộm Giemsa , thuốc nhuộm haematoxylin–eosin, thuốc nhuộm bạc Warthin-Starry , thuốc nhuộm màu da cam acridine và kính hiển vi tương phản pha . Nó có khả năng hình thành các màng sinh học  và có thể chuyển đổi từ hình xoắn ốc sang dạng cầu khuẩn có thể sống được nhưng không nuôi cấy được . 
Helicobacter pylori có với 4-6 lông mảnh ở mỗi đầu, chính nhờ các lông này cùng với hình thể của mình mà H. pylori có thể chuyển động trong môi trường nhớt

## Cơ chế sinh bệnh của H.pylori
H.pylori gây bệnh qua 3 cơ chế bao gồm:
1. Sự thay đổi sinh lí dạ dày: Nhờ hoạt động của các tiêm mao và cấu trúc hình xoắn, vi khuẩn H.pylori dễ dàng di chuyển qua lớp niêm dịch vào lớp dưới niêm mạc dạ dày để tồn tại trong môi trường acid của dịch vị. Sau khi vận động vào trong lớp nhày dạ dày, H.pylori bám dính vào biểu mô tiết ra nhiều men urease, phân hủy urea thành ammoniac trong dạ dày, gây kiềm hóa môi trường xung quanh, giúp H.pylori tránh được sự tấn công của acid-pesin trong dịch vị. Amoniac cùng các độc chất tế bào (cytotoxin) phân hủy các thành phần của chất nhầy dạ dày. Mặt khác, sau khi bám vào màng tế bào thông qua các thụ thể, H.pylori sẽ tiết ra các nội độc tố (endocytotoxin), gây tổn thương trực tiếp các tế bào biểu mô dạ dày, gây thoái hóa, hoại tử, long tróc tế bào, tạo điều kiện để acid – pepsin thấm vào tiêu hủy, gây trợt rồi loét.[4][7]
2. Nhiễm độc trực tiếp từ các sản phẩm của vi khuẩn. Do H.pylori gây tổn thương niêm mạc dạ dày sẽ làm giảm tiết somatostatin. Chất này được sản xuất từ tế bào D có mặt ở nhiều nơi trong niêm mạc ống tiêu hóa trong đó có dạ dày. Lượng somatostatin giảm sẽ gây tăng gastrin máu từ tế bào G sản xuất ra, mà chủ yếu tăng gastrin-17(từ hang vị), còn gastrin -34 (từ tá tràng) tăng không đáng kể. Hậu quả trên làm tăng tế bào thành ở thân vị, tăng tiết acid HCL và kèm theo là tăng hoạt hóa pepsinogen thành pepsin[4][8]
3. Các phản ứng viêm với sự giải phóng nhiều sản phẩm phản ứng độc tố khác nhau: H.pylori sản xuất ra nhiều yếu tố có tác dụng hoạt hóa bạch cầu đa nhân trung tính, bạch cầu đơn nhân, đại thực bào, giải phóng các yếu tố trung gian hóa học trong viêm (các Interleukin, các gốc oxy tự do), giải phóng ra yếu tố hoạt hóa tiểu cầu- một chất trung gian quan trọng trong viêm, làm cho biểu mô phù nề hoại tử, long tróc, bị acid- pepsin ăn mòn dẫn đến trợt rồi loét. Cơ thể bị nhiễm H.pylori, sản xuất ra kháng thể chống lại H.pylori. Các kháng thể này lại gây phản ứng chéo với các thành phần tương tự trên các tế bào biểu mô dạ dày của cơ thể, gây tổn thương niêm mạc dạ dày[4][9][10]

## Các phương pháp phát hiện H.pylori
Có 2 nhóm chính để phát hiện H.pylori gồm các phương pháp xâm phạm và phương pháp không xâm phạm

### Các phương pháp xâm phạm
1. Xét nghiệm urease: Xét nghiệm dương tính khi có sự hiện diện men urease làm giải phóng NH3, làm tăng pH và biểu hiện bằng việc đổi màu chỉ thị từ vàng sang đỏ tía. Đây là một xét nghiệm nhanh chóng, đơn giản, rẻ tiền và hữu hiệu để chẩn đoán H. pylori. Độ nhạy và độ đặc hiệu > 95%. [11][12]
2. Nuôi cấy: Nuôi cấy là xét nghiệm đặc hiệu nhất, là tiêu chuẩn vàng chẩn đoán nhiễm H. pylori. Trong trường hợp điều trị thất bại, nuôi cấy làm kháng sinh đồ là xét nghiệm có ích và gần như duy nhất để đánh giá tình trạng kháng thuốc của H. pylori. Mặc dù độ đặc hiệu cao, đạt gần 100% nhưng độ nhạy thì rất khác nhau do ảnh hưởng của các yếu tố như mật độ vi khuẩn, điều kiện tiến hành nuôi cấy, môi trường nuôi cấy....[13][14][15][12].
3. Chẩn đoán mô bệnh học: Đây là xét nghiệm được sử dụng rộng rãi để chẩn đoán nhiễm H. pylori, với các phương pháp nhuộm HE, Giemsa, Warthin-Starry... Để tăng độ nhạy, có thể dùng phương pháp nhuộm hoá mô miễn dịch với kháng thể kháng H. pylori . Độ nhạy và độ đặc hiệu của thử nghiệm này là > 95%. Xét nghiệm này còn cho phép đánh giá các tổn thương của niêm mạc dạ dày[13][12]
4. Kỹ thuật PCR (Polymerase chain reaction): PCR là một kỹ thuật chẩn đoán có trong các phòng thí nghiệm tiên tiến nhưng chưa thông dụng trong chẩn đoán nhiễm H. pylori. Độ nhạy của phương pháp này > 90%[16]

### Các phương pháp không xâm phạm
1. Xét nghiệm hơi thở C13 hoặc C14: Nghiệm pháp thở không chỉ là phương pháp chẩn đoán có độ nhạy và độ đặc hiệu cao (> 90%) mà còn là phương pháp đơn giản, dễ chấp nhận hơn các thử nghiệm phụ thuộc vào nội soi. Đây là xét nghiệm thường được sử dụng để đánh giá sau điều trị và cho trẻ em. Tuy nhiên, vì giá khá cao nên còn ít được sử dụng tại Việt Nam[13][16]
2. Xét nghiệm tìm kháng thể kháng H. pylori trong huyết thanh: Đây là thử nghiệm bằng phương pháp ELISA, là thử nghiệm được sử dụng để phát hiện kháng thể IgG kháng H. pylori. Xét nghiệm có độ nhạy trên 90%. Nhưng xét nghiệm huyết thanh ít được sử dụng để chẩn đoán và theo dõi sau khi điều trị tiệt trừ H. pylori vì kháng thể vẫn tồn tại từ 6 tháng đến 1 năm kể từ khi bị nhiễm H. pylori và sau khi tiêu diệt.[11]
3. Xét nghiệm tìm kháng thể H. pylori trong nước tiểu: Đây là phương pháp không xâm lấn nhằm phát hiện kháng thể kháng vi khuẩn H.P trong nước tiểu trong vòng 10 đến 20 phút cho nên phương pháp này thường được sử dụng trong tầm soát nhiễm H. pylori, độ nhạy đạt 80% và độ đặc hiệu 90%, không có giá trị cho chẩn đoán, theo dõi sau điều trị diệt trừ H. pylori[13] [11]
4. Xét nghiệm kháng nguyên trong phân: Đây là một thử nghiệm ELISA nhằm phát hiện kháng nguyên của H. pylori trong phân. Độ nhạy 95% và độ đặc hiệu 94% kể cả sau khi đã tiệt trừ H. pylori [13]